# Lasek (Samin)
Lasek – część wsi Samin w Polsce, położona w województwie warmińsko-mazurskim, w powiecie ostródzkim, w gminie Dąbrówno. 
W latach 1975–1998 Lasek położony był w województwie olsztyńskim.
Lasek wymieniany w dokumentach z 1974 r. Według wykazu miejscowości powiatu ostródzkiego z dnia 23 marca 1974 osada Lasek należała do sołectwa Samin (Gmina Dąbrówno) razem z następującymi miejscowościami: wieś Samin, PGR Samin i PGR Saminek. W wykazie z 2013 r. funkcjonuje już jako część wsi Samin.